# Spirochaeta
Famille
Spirochaeta est un genre de bactéries hélicoïdales à Gram négatif de la famille des Spirochaetaceae. Son nom, tiré du grec speira (σπεῖρα,-ας : spirale) et chaitê (χαίτη,-ης : cheveux, crinière), fait référence à la forme de fine spirale qu'ont ces bactéries.
C'est le genre type de l'embranchement des Spirochaetota, de l'ordre des Spirochaetales et de la famille des Spirochaetaceae. Son espèce type est Spirochaeta plicatilis.

## Liste d'espèces
Selon la LPSN (2 décembre 2022) :
- Spirochaeta africana Zhilina et al. 1996
- Spirochaeta asiatica Zhilina et al. 1996
- Spirochaeta aurantia (ex Vinzent 1926) Canale-Parola 1980
- Spirochaeta cellobiosiphila Breznak & Warnecke 2008
- Spirochaeta dissipatitropha Pikuta et al. 2009
- Spirochaeta halophila Greenberg & Canale-Parola 1977
- Spirochaeta isovalerica Harwood & Canale-Parola 1983
- Spirochaeta lutea Shivani et al. 2015
- Spirochaeta plicatilis Ehrenberg 1835 – espèce type
- Spirochaeta psychrophila Miyazaki et al. 2014
- Spirochaeta thermophila Aksenova et al. 1992